# Gaius Servilius Tucca
Gaius Servilius Tucca war ein römischer Staatsmann im ersten Drittel des 3. Jahrhunderts v. Chr.
Von seiner Karriere ist nur das Konsulat zusammen mit Lucius Caecilius Metellus Denter im Jahr 284 v. Chr. überliefert. Da das Konsulnpaar in den Konsularfasten fast völlig verloren ist, gibt es keine Angaben zu Tuccas Filiation. Er steht wie ein erratischer Block zwischen dem letzten Vertreter der patrizischen gens Servilia, Quintus Servilius Ahala, der 342 zum dritten Mal Konsul war, und den ab der Mitte des Ersten Punischen Kriegs auftretenden Zweigen der Caepiones und Gemini. Sein cognomen Tucca ist etruskischer Provenienz.
Sein Amtskollege Metellus fiel laut Polybios vor Arretium gegen die Senonen, was aber wohl erst ins Folgejahr gehört. Von Tuccas Aktivitäten als Konsul ist nichts überliefert.